# Koprivna (Prijepolje)
Koprivna (Servisch cyrillisch Копривна) is een plaats in de Servische gemeente Prijepolje. De plaats telt 49 inwoners (2002).